# The Atomic Mr. Basie
The Atomic Mr. Basie est un album de Count Basie avec son big band sorti originellement en 1958. En 1994, l’album est réédité sous le titre The Complete Atomic Basie avec des pistes additionnelles,,.
Durant les années 1960 et 1970, plusieurs titres de l'album sont familiers des auditeurs d'Europe 1 : Flight of the Foo Birds, Whirly Bird, Splanky, Fantail et Li'l Darlin' sont utilisés comme interludes musicaux entre les programmes de la station.

## Description

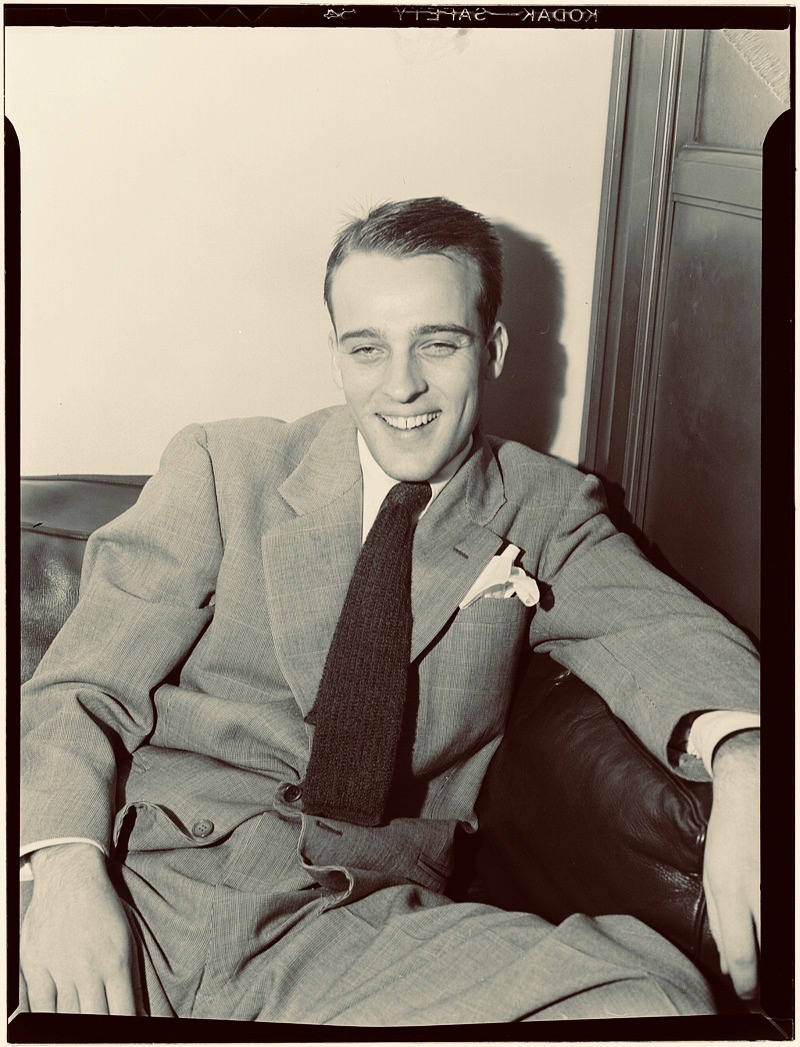
Neal Hefti, en 1946, le compositeur de l'album The Atomic Mr. Basie (New York, décembre 1946).

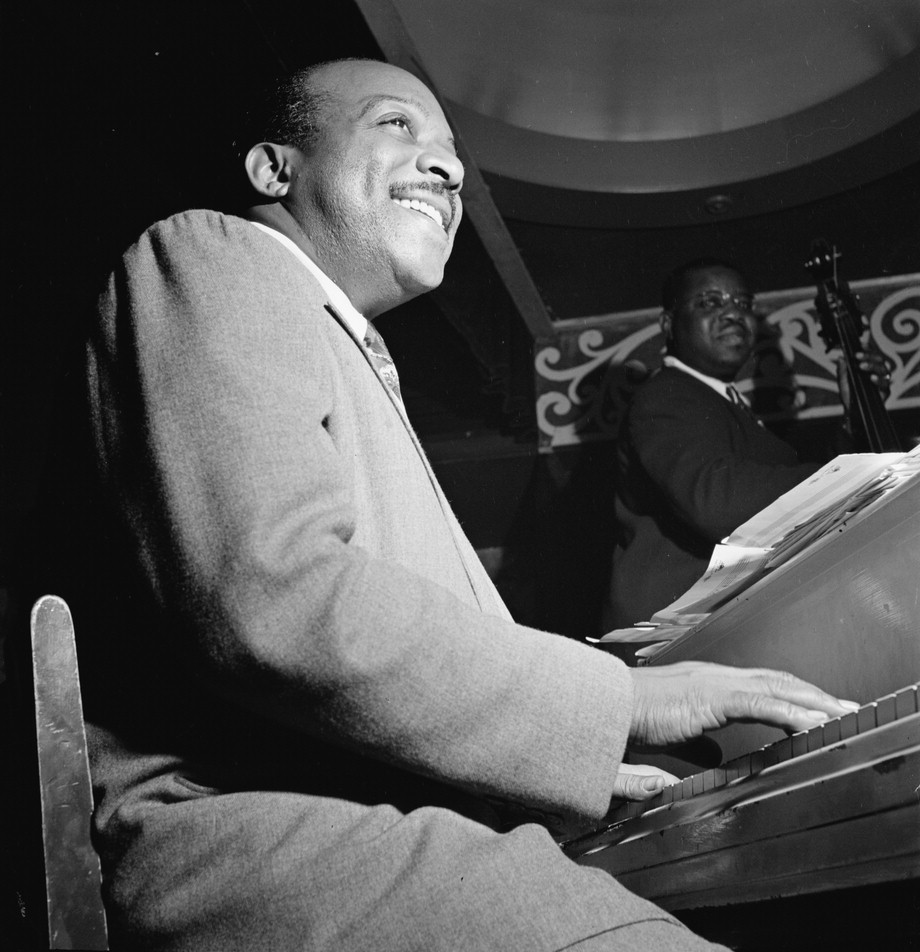
Count Basie, au club de jazz Aquarium, New York, autour de 1947 Fonds photographique William P. Gottlieb

The Atomic Mr. Basie est le premier album de Basie pour le label Roulette et pour l’occasion le pianiste leader fait appel au compositeur et arrangeur Neal Hefti. Le succès inattendu de l’album conduira à une nouvelle collaboration des deux hommes sur l’album Basie Plays Hefti.
L'albums est cité dans l'ouvrage de référence de Robert Dimery Les 1001 albums qu'il faut avoir écoutés dans sa vie.

## Pistes
Sauf indication tous les morceaux sont composés et arrangés par Neal Hefti
1. The Kid from Red Bank (2:38)
2. Duet (4:09)
3. After Supper (4:03)
4. Flight of the Foo Birds (3:20)
5. Double-O (3:23)
6. Teddy the Toad (3:17)
7. Whirly-Bird (4:29)
8. Midnite Blue (5:06)
9. Splanky (3:34)
10. Fantail (5:28)
11. Lil' Darlin' (5:28)

Pistes additionnelles de la réédition de 1994 (The Complete Atomic Basie)
1. Silks and Satins (Jimmy Mundy) (4:02)
2. Sleepwalker’s Serenade (prise alternative) (4:14)
3. Sleepwalker’s Serenade (prise alternative) (3:36)
4. The Late Late Show (Murray Berlin, Roy Alfred) (3:30)
5. The Late Late Show (version vocale) (3:01)

## Musiciens
- Count Basie - Piano ,leader
- Wendell Culley - Trompette
- Thad Jones - Trompette
- Joe Newman -Trompette
- Snooky Young - Trompette
- Al Grey - Trombone
- Henry Coker - Trombone
- Benny Powell - Trombone
- Marshall Royal - saxophone alto
- Frank Foster - saxophone ténor
- Frank Wess - Saxophones alto
- Eddie "Lockjaw" Davis - Saxophone ténor
- Charlie Fowlkes - Saxophone baryton
- Freddie Green - Guitare
- Eddie Jones - Contrebasse
- Sonny Payne - Batterie
- Neal Hefti - Arrangeur
- Joe Williams - Chant (sur la piste 16)